# Орлова Могила
Орлова Моги́ла (болг. Орлова могила) — село в Добрицькій області Болгарії. Входить до складу общини Добричка.

## Населення
За даними перепису населення 2011 року у селі проживала 81 особа, з них 80 осіб (98,8%) — болгари.
Розподіл населення за віком у 2011 році:
Динаміка населення: